# کازیمیراس گدیمیناس پراپولنیس
کازیمیراس گدیمیناس پراپولنیس (انگلیسی: Kaz؛ زادهٔ ۳۱ ژوئیهٔ ۱۹۵۹) فیلم‌نامه‌نویس اهل ایالات متحده آمریکا است. وی همچنین برندهٔ جوایزی همچون جوایز امی ساعات پربیننده شده‌است.